# Алдашин, Михаил Владимирович
Михаи́л Влади́мирович Алда́шин (род. 4 ноября 1958, Туапсе, СССР) — советский и российский режиссёр-мультипликатор, художник, продюсер. Член жюри Американской киноакадемии. Заслуженный деятель искусств России (2022).

## Биография
- 1987 — окончил Институт кинематографии[1] (ВГИК), художник-постановщик игрового кино
- 1989 — окончил Высшие курсы сценаристов и режиссёров[1], как режиссёр-мультипликатор (проходил обучение у мастеров Ф. С. Хитрука, Э. В. Назарова, Ю. Б. Норштейна, А. Ю. Хржановского)
- 1988 — режиссёр киностудии «Союзмультфильм», сделал дипломный фильм по чукотской сказке «Келе» совместно с П. Педмансоном.
- 1989—1992 — режиссёр анимационной студии «Пилот», снял «Охотник», «Пумс», «Путч».
- 1993—1995 — режиссёр и продюсер кинокомпании «ТЕКО» (Москва), занимался рекламой.
- 1995—1996 — продюсер и режиссёр киностудии «Мишка» (Москва), съёмки фильма «Рождество».
- 1997 — работал в США над созданием телевизионного сериала «Mike, Lu & Og[англ.]» (Cartoon Network).
- 1997—1998 — творческий продюсер «Московского Анимационного Проекта».
1998—2002 — главный режиссёр ООО «Киностудия ПИЛОТ», художественный руководитель и главный режиссёр сериала «Mike, Lu & Og[англ.]», продюсер нескольких короткометражных фильмов.
- 2003—2007 — работал на анимационной студии «Пилот». Член худсовета проекта «Гора самоцветов», художественный руководитель ряда фильмов проекта и режиссёр («Про Ивана-дурака»). С 2008 — независимый режиссёр и художник. Преподавал в школе-студии «ШАР».
- С мая 2013 по август 2016 — был художественным руководителем киностудии «Союзмультфильм»[2].
- С апреля 2017 — руководитель профиля «Иллюстрация и анимация» в Институте бизнеса и дизайна (B&D)
- С мая 2017 — креативный продюсер по короткометражным проектам киностудии «Союзмульфильм».

Участник и лауреат многих международных фестивалей.
2 июля 2019 года стал одним из членов жюри Американской киноакадемии (вместе с ещё 841 участником из 59 стран).

## Фильмография

### Режиссёр и автор сценария
- 1988 — «Келе» (мультфильм) (совм. с Пеэпом Педмансоном)
- 1990 — «Пумс» (мультфильм)
- 1991 — «Охотник» (мультфильм)
- 1991 — «Путч» (мультфильм)
- 1993 — «Другая сторона» (мультфильм)
- 1996 — «Рождество» (мультфильм)
- 1998 — «Optimus Mundus 41. Цари» (мультфильм)
- 1999—2000 — «Mike, Lu & Og» (анимационный сериал)
- 2002 — «Букашки» (мультфильм)
- 2004 — «Про Ивана-дурака» (мультфильм, цикл «Гора Самоцветов»)
- 20 июня 2007 — «Медвежьи истории» (мультфильм, цикл «Гора Самоцветов»)
- 2012 — «Бессмертный» (мультфильм, цикл «Гора Самоцветов»)
- 2015 — «Большой друг» (совм. с Марии Матусевичем)
- 2017 — «Аниматанго» (анимационный сериал)
- 2017 — «Доверие» (анимационный сериал)
- 2017 — «Кокоша» (мультфильм)
- 2020 — «Принцесса и бандит» (мультфильм)
- 2022 — «Крылья для друга» (совм. с Константином Арефьевым)

### Сценарист
- 2004 — «Про Ивана-дурака» (цикл «Гора Самоцветов»)
- 2004 — «Про ворона» (мультфильм, цикл «Гора Самоцветов») вместе с Алексеем Алексеевым
- 2005 — «Птичья нога» (мультфильм, цикл «Гора Самоцветов») вместе с Тансулпан Буракаевой и Георгием Заколодяжным
- 20 июня 2007 — «Медвежьи истории» (мультфильм, цикл «Гора Самоцветов»)
- 2012 — «Бессмертный» (мультфильм, цикл «Гора Самоцветов»)
- 2013 — «Чебурашка» (мультфильм) вместе с Рюноскэ Кингэцу, Митиру Симада, Макото Накамура и Эдуардом Успенским
- 2015 — «Большой друг» (мультфильм) вместе с Марии Матусевичем
- 2015 — «Немытый пингвин» (мультфильм)
- 2017 — «Лентяйка Василиса» (мультфильм)
- 2020 — «Принцесса и бандит» (мультфильм)
- 2022 — «Крылья для друга» (мультфильм) вместе с Анной Соловьёвой
- 2023 — «Носки для звезды» (мультфильм) вместе с Ольгой Титовой

### Продюсер
- 2000 — «Мячик» (мультфильм)
- 2000 — «Латекс» (мультфильм)
- 2001 — «Соседи» (мультфильм)
- 2002 — «Букашки» (мультфильм)
- 2017 — «А как наши космонавты» (мультфильм, креативный продюсер)
- 2017 — «Виват, мушкетёры!» (мультфильм)
- 2017 — «Кокоша» (мультфильм, креативный продюсер)
- 2017 — «Лентяйка Василиса» (мультфильм, креативный продюсер)
- 2017 — «Хоботёнок» (мультфильм)
- 2017 — «Хочу жить в зоопарке» (мультфильм)
- 2018 — «Белоснежье» (мультфильм, креативный продюсер)
- 2018 — «Зеркальце» (мультфильм, креативный продюсер)
- 2018 — «Ночная сказка» (мультфильм, креативный продюсер)
- 2018 — «Сплюшка» (мультфильм, креативный продюсер)
- 2018 — «Шахматы» (мультфильм, креативный продюсер)
- 2019 — «7 козлят» (мультфильм, креативный продюсер)
- 2019 — «День рождения Пишто» (мультфильм, креативный продюсер)
- 2019 — «Кораблик, который хотел летать» (мультфильм, креативный продюсер)
- 2019 — «Одеяло» (мультфильм, креативный продюсер)
- 2019 — «Тёплая звезда» (мультфильм, креативный продюсер)
- 2019 — «Три сестры» (мультфильм, креативный продюсер)
- 2019 — «Уточка и кенгуру» (мультфильм, креативный продюсер)
- 2019 — «Яблоневый человек» (мультфильм, креативный продюсер)
- 2020 — «Баба Яга и малышка» (мультфильм, креативный продюсер)
- 2020 — «Большой и маленький» (мультфильм, креативный продюсер)
- 2020 — «Жираф» (мультфильм, креативный продюсер)
- 2020 — «Заговор» (мультфильм, креативный продюсер)
- 2020 — «Игра» (мультфильм, креативный продюсер)
- 2020 — «Колыбельная» (мультфильм, креативный продюсер)
- 2020 — «Мурка» (мультфильм, креативный продюсер)
- 2020 — «Репетиция оркестра» (мультфильм, креативный продюсер)
- 2020 — «Под облаками» (мультфильм, креативный продюсер)
- 2020 — «Привет, бабульник!» (мультфильм, креативный продюсер)
- 2020 — «Принцесса и бандит» (мультфильм, креативный продюсер)
- 2021 — «Мой друг Тигр» (мультфильм, креативный продюсер)
- 2021 — «Снеговичок» (мультфильм, креативный продюсер)
- 2022 — «Апельсин» (мультфильм, креативный продюсер)
- 2022 — «Баю-бай» (мультфильм, креативный продюсер)
- 2022 — «Белый-белый день» (мультфильм, креативный продюсер)
- 2022 — «Динозаврово» (мультфильм, креативный продюсер)
- 2022 — «Крылья для друга» (мультфильм, креативный продюсер)
- 2022 — «Кстати, о птичках» (мультфильм, креативный продюсер)
- 2022 — «Украденная мелодия» (мультфильм, креативный продюсер)
- 2023 — «Мазайка» (мультфильм, креативный продюсер)
- 2023 — «Миллионы алых роз» (мультфильм, креативный продюсер)
- 2023 — «Носки для звезды» (мультфильм, креативный продюсер)
- 2023 — «Уважаемые пассажиры» (мультфильм, креативный продюсер)
- 2023 — «Школа ёлок» (мультфильм, креативный продюсер)
- 2024 — «Радиопомехи» (мультфильм, креативный продюсер)
- 2024 — «Радуга» (мультфильм, креативный продюсер)

### Художественный руководитель
- 2014 — «Военная инструкция для мальчишек» (мультфильм)
- 2014 — «Курица» (мультфильм)
- 2014 — «Пык-пык-пык» (мультфильм)
- 2014 — «РРР…» (мультфильм)
- 2014 — «Снежные зайчики» (мультфильм)
- 2014 — «Советчики» (мультфильм)
- 2014 — «Ушла в Париж» (мультфильм)
- 2014 — «Ямка с водой» (мультфильм)
- 2015 — «Бегемот и компот» (мультфильм)
- 2015 — «Даша и людоед» (мультфильм)
- 2015 — «Джек-простак» (мультфильм)
- 2015 — «Коровка» (мультфильм)
- 2015 — «Мама-цапля» (мультфильм)
- 2015 — «Морошка» (мультфильм)
- 2015 — «Немытый пингвин» (мультфильм)
- 2015 — «Очень одинокий петух» (мультфильм)
- 2015 — «Почему исчезли динозавры» (мультфильм)
- 2015 — «Питон и сторож» (мультфильм)
- 2015 — «Семь кошек» (мультфильм)
- 2016 — «Апорт» (мультфильм)
- 2016 — «Бабушка с крокодилом» (мультфильм)
- 2016 — «Бельчонок и санки» (мультфильм)
- 2016 — «Выходной» (мультфильм)
- 2016 — «Два трамвая» (мультфильм)
- 2016 — «Джони-Бонни-Бо» (мультфильм)
- 2016 — «Тип-топ» (мультфильм) вместе с Алексеем Алексеевым
- 2017 — «Снегозавр» (мультфильм)
- 2017 — «Урок плавания» (мультфильм)
- 2017 — «Хоботёнок» (мультфильм)
- 2023 — «Бабугли» (мультфильм) вместе с Игорем Ковалёвым

## Персональные выставки
- 1991 Персональная (Тверская, 25 Москва)
- 1993 АРТ МИФ Москва
- 1995 Персональная. Живопись (ЦДХ Москва)
- 1996 Персональная. Живопись (ЦДХ Москва)
- 2005 Персональная «Выставка одного фильма» (Галерея на Солянке, Москва)
- 2006 Персональная, фото «Ми-молетность» (Галерея на Солянке, Москва)
- 2008—2009 Персональная, живописи и анимации «Домой» (Галерея на Солянке, Москва)
- 2010 Персональная «Рождество», («Арзамас-16», Саров)
- 2011 Персональная «Тепло». Анимация и живопись (ГМИ Санкт-Петербурга, особняк Румянцева)
- 2012 Персональная «Летнее» (Галерея Роза Азора, Москва)
- 2012 Персональная, живопись и анимация (Ярославская художественная галерея, Ярославль).
- 2013 Персональная «Тепло». Анимация и живопись (Кострома)
- 2013 Персональная «Тепло». Анимация и живопись (Вятка)
- 2014 Живопись и анимация (Данилов)
- 2014 «Рождество» анимация (Пушкин)
- 2015 Живопись и анимация (Переславль-Залесский)
- 2016 Живопись и анимация (Тула)

## Призы и награды
- Медаль ордена «За заслуги перед Отечеством» II степени (29 июня 2013) — за большие заслуги в развитии отечественной культуры и искусства, многолетнюю плодотворную деятельность[6]
- Заслуженный деятель искусств Российской Федерации (8 августа 2022) — за большой вклад в развитие отечественной культуры и искусства, многолетнюю плодотворную деятельность[7].
- Благодарность Министерства культуры Российской Федерации (16 января 2012) — за большой вклад в российскую анимацию, многолетнюю плодотворную работу и в связи со 100-летием мультипликационного кино[8]
- премия «Ника» за лучший анимационный фильм Российской Академии кинематографических искусств, 2003 («Букашки»)
- премия «Ника» за лучший анимационный фильм Российской Академии кинематографических искусств, 2013 («Бессмертный»)
- премия «Золотой орёл» за лучший анимационный фильм Национальной Академии кинематографических искусств и наук России, 2005
- номинация на премию «Золотой орёл» за лучший анимационный фильм, 2014 («Бессмертный»)
- номинация на премию «Золотой орёл» за лучший анимационный фильм, 2003 («Букашки»)
- номинация на премию «Ника» за лучший анимационный фильм, 1994 («Другая сторона»)
- премия «Белый слон» Гильдии киноведов и кинокритиков России за лучший анимационный фильм («Бессмертный»)[9]
- Гран-при ОРФАФ, Суздаль (Россия), 2013
- Премия Хосе Абеля за лучший европейский фильм, МКФ CINANIMA, (Португалия), 2005
- Приз Джима Хенсона за самый смешной фильм, МКФ Лос-Анджелес (США), 1991
- Приз «Золотой голубь», МКФ Лейпциг (Германия), 1997
- Золотой приз за лучший детский фильм, МКФ Тегеран(Иран), 2003
- Приз Святого Луки, Миндельхейм (Германия), 2003
- Первый приз жюри МКФ ANIMA MUNDI, Рио-де-Жанейро(Бразилия), 2003
- Первый приз МКФ Лос-Анджелес (США), 1991
- Первый приз МКФ CINANIMA, Эшпиньо (Португалия),1993
- Первый приз в категории «D», МКФ Оттава (Канада)1994
- Первый приз МКФ Бург-де-Бресс (Франция), 1991
- Специальный приз жюри МКФ Аннеси (Франция) 1995
- Специальный приз жюри МКФ Монреаль (Канада) 1995
- Специальный приз жюри МКФ «КРОК», Киев (Украина-Россия),1997
- Специальный приз жюри, ОРФАФ, Суздаль (Россия),2002
- Специальный приз жюри, МКФ Хиросима (Япония), 2002
- Специальный приз жюри, МКФ Загреб (Хорватия), 2002
- Приз симпатий жюри, МКФ Фрапна (Франция), 2002
- Приз за лучший фильм, МКФ «Послание к человеку», СПБ (Россия), 1997
- Приз за лучший авторский фильм, МКФ «КРОК», Киев (Украина), 2002
- Приз за лучшую режиссуру ОРФАФ, Суздаль (Россия), 2005
- Приз за лучшую режиссуру ОРФАФ, Таруса (Россия), 1997
- Гран-при профессионального жюри, МКФ «Золотая рыбка», Москва (Россия), 2002
- Гран-при Детского жюри, МКФ «Золотая рыбка», Москва (Россия), 2002
- Гран-при Детского жюри, Фестиваль визуальных искусств, ВДЦ Орленок (Россия) 2013
- Приз за лучший детский фильм Детского МКФ, Уппсала(Швеция), 2003
- Приз за лучший детский фильм, МКФ «КРОК», Киев(Украина-Россия), 2005
- Приз за лучший фильм для детей от 2-х лет и старше, МКФ Санси (Франция), 2003
- Приз за лучший фильм для детей, МКФ «Золотая рыбка», Москва (Россия), 1997
- Приз «Полкан», ФЕСАН, Рязань (Россия), 1995
- Приз «Полкан», ФЕСАН, Рязань (Россия), 1991
- Приз «КРОКПРЕССИ», Киев (Украина-Россия), 1997
- 1 место в профессиональном рейтинге, ОРФАФ, Суздаль (Россия), 2002
- 1 место в профессиональном рейтинге ОРФАФ, Таруса (Россия), 1997
- Приз публики, МКФ Загреб (Хорватия),2006
- Приз публики, МКФ ANIMA MUNDI, Сан Пауло(Бразилия), 2003
- Приз публики, МКФ Аннеси (Франция), 2002
- Приз публики, МКФ Загреб (Хорватия), 2002
- Приз публики, МКФ Лейпциг (Германия), 2002
- Приз публики, МКФ TINDIRINDIS, Вильнюс (Литва), 2002